# Llista d'asteroides/102801–102900
| Nom      | Designació provisional | Data de descobriment | Lloc de descobriment | Descobridor/s |
| -------- | ---------------------- | -------------------- | -------------------- | ------------- |
| 102801 - | 1999 VX166             | 14 de novembre, 1999 | Socorro              | LINEAR        |
| 102802 - | 1999 VB168             | 14 de novembre, 1999 | Socorro              | LINEAR        |
| 102803 - | 1999 VA169             | 14 de novembre, 1999 | Socorro              | LINEAR        |
| 102804 - | 1999 VJ170             | 14 de novembre, 1999 | Socorro              | LINEAR        |
| 102805 - | 1999 VM170             | 14 de novembre, 1999 | Socorro              | LINEAR        |
| 102806 - | 1999 VU170             | 14 de novembre, 1999 | Socorro              | LINEAR        |
| 102807 - | 1999 VE171             | 14 de novembre, 1999 | Socorro              | LINEAR        |
| 102808 - | 1999 VG172             | 14 de novembre, 1999 | Socorro              | LINEAR        |
| 102809 - | 1999 VT173             | 15 de novembre, 1999 | Socorro              | LINEAR        |
| 102810 - | 1999 VH174             | 10 de novembre, 1999 | Anderson Mesa        | LONEOS        |
| 102811 - | 1999 VM176             | 4 de novembre, 1999  | Socorro              | LINEAR        |
| 102812 - | 1999 VO176             | 4 de novembre, 1999  | Socorro              | LINEAR        |
| 102813 - | 1999 VE177             | 5 de novembre, 1999  | Socorro              | LINEAR        |
| 102814 - | 1999 VK177             | 5 de novembre, 1999  | Socorro              | LINEAR        |
| 102815 - | 1999 VL177             | 5 de novembre, 1999  | Socorro              | LINEAR        |
| 102816 - | 1999 VK179             | 6 de novembre, 1999  | Socorro              | LINEAR        |
| 102817 - | 1999 VE180             | 5 de novembre, 1999  | Socorro              | LINEAR        |
| 102818 - | 1999 VH180             | 5 de novembre, 1999  | Socorro              | LINEAR        |
| 102819 - | 1999 VJ181             | 9 de novembre, 1999  | Socorro              | LINEAR        |
| 102820 - | 1999 VO181             | 9 de novembre, 1999  | Socorro              | LINEAR        |
| 102821 - | 1999 VR181             | 9 de novembre, 1999  | Socorro              | LINEAR        |
| 102822 - | 1999 VD182             | 9 de novembre, 1999  | Socorro              | LINEAR        |
| 102823 - | 1999 VM182             | 9 de novembre, 1999  | Socorro              | LINEAR        |
| 102824 - | 1999 VU182             | 9 de novembre, 1999  | Socorro              | LINEAR        |
| 102825 - | 1999 VQ183             | 12 de novembre, 1999 | Socorro              | LINEAR        |
| 102826 - | 1999 VA184             | 15 de novembre, 1999 | Socorro              | LINEAR        |
| 102827 - | 1999 VU184             | 15 de novembre, 1999 | Socorro              | LINEAR        |
| 102828 - | 1999 VS186             | 15 de novembre, 1999 | Socorro              | LINEAR        |
| 102829 - | 1999 VK187             | 15 de novembre, 1999 | Socorro              | LINEAR        |
| 102830 - | 1999 VU187             | 15 de novembre, 1999 | Socorro              | LINEAR        |
| 102831 - | 1999 VK189             | 15 de novembre, 1999 | Socorro              | LINEAR        |
| 102832 - | 1999 VL189             | 15 de novembre, 1999 | Socorro              | LINEAR        |
| 102833 - | 1999 VU189             | 15 de novembre, 1999 | Socorro              | LINEAR        |
| 102834 - | 1999 VF190             | 15 de novembre, 1999 | Socorro              | LINEAR        |
| 102835 - | 1999 VN190             | 15 de novembre, 1999 | Socorro              | LINEAR        |
| 102836 - | 1999 VL191             | 12 de novembre, 1999 | Socorro              | LINEAR        |
| 102837 - | 1999 VE192             | 14 de novembre, 1999 | Socorro              | LINEAR        |
| 102838 - | 1999 VO192             | 1 de novembre, 1999  | Anderson Mesa        | LONEOS        |
| 102839 - | 1999 VY193             | 3 de novembre, 1999  | Socorro              | LINEAR        |
| 102840 - | 1999 VO194             | 1 de novembre, 1999  | Catalina             | CSS           |
| 102841 - | 1999 VT194             | 2 de novembre, 1999  | Catalina             | CSS           |
| 102842 - | 1999 VP196             | 1 de novembre, 1999  | Catalina             | CSS           |
| 102843 - | 1999 VZ197             | 3 de novembre, 1999  | Catalina             | CSS           |
| 102844 - | 1999 VM198             | 3 de novembre, 1999  | Catalina             | CSS           |
| 102845 - | 1999 VP198             | 3 de novembre, 1999  | Catalina             | CSS           |
| 102846 - | 1999 VR201             | 3 de novembre, 1999  | Socorro              | LINEAR        |
| 102847 - | 1999 VV202             | 5 de novembre, 1999  | Socorro              | LINEAR        |
| 102848 - | 1999 VR203             | 9 de novembre, 1999  | Anderson Mesa        | LONEOS        |
| 102849 - | 1999 VT210             | 13 de novembre, 1999 | Catalina             | CSS           |
| 102850 - | 1999 VF211             | 14 de novembre, 1999 | Catalina             | CSS           |
| 102851 - | 1999 VX212             | 12 de novembre, 1999 | Anderson Mesa        | LONEOS        |
| 102852 - | 1999 VG213             | 12 de novembre, 1999 | Socorro              | LINEAR        |
| 102853 - | 1999 VU217             | 5 de novembre, 1999  | Socorro              | LINEAR        |
| 102854 - | 1999 VN220             | 3 de novembre, 1999  | Socorro              | LINEAR        |
| 102855 - | 1999 VM223             | 5 de novembre, 1999  | Socorro              | LINEAR        |
| 102856 - | 1999 VQ223             | 5 de novembre, 1999  | Socorro              | LINEAR        |
| 102857 - | 1999 VG224             | 5 de novembre, 1999  | Socorro              | LINEAR        |
| 102858 - | 1999 VY225             | 5 de novembre, 1999  | Socorro              | LINEAR        |
| 102859 - | 1999 WH1               | 28 de novembre, 1999 | Kleť                 | Kleť          |
| 102860 - | 1999 WJ1               | 28 de novembre, 1999 | Kleť                 | Kleť          |
| 102861 - | 1999 WZ2               | 27 de novembre, 1999 | Višnjan Observatory  | K. Korlević   |
| 102862 - | 1999 WB3               | 27 de novembre, 1999 | Višnjan Observatory  | K. Korlević   |
| 102863 - | 1999 WL3               | 28 de novembre, 1999 | Oizumi               | T. Kobayashi  |
| 102864 - | 1999 WA4               | 28 de novembre, 1999 | Oizumi               | T. Kobayashi  |
| 102865 - | 1999 WD4               | 28 de novembre, 1999 | Oizumi               | T. Kobayashi  |
| 102866 - | 1999 WA5               | 28 de novembre, 1999 | Oizumi               | T. Kobayashi  |
| 102867 - | 1999 WE5               | 30 de novembre, 1999 | Kleť                 | Kleť          |
| 102868 - | 1999 WO6               | 28 de novembre, 1999 | Višnjan Observatory  | K. Korlević   |
| 102869 - | 1999 WN10              | 28 de novembre, 1999 | Kitt Peak            | Spacewatch    |
| 102870 - | 1999 WZ10              | 30 de novembre, 1999 | Kitt Peak            | Spacewatch    |
| 102871 - | 1999 WB11              | 30 de novembre, 1999 | Kitt Peak            | Spacewatch    |
| 102872 - | 1999 WE11              | 30 de novembre, 1999 | Kitt Peak            | Spacewatch    |
| 102873 - | 1999 WK11              | 30 de novembre, 1999 | Kitt Peak            | Spacewatch    |
| 102874 - | 1999 WA12              | 28 de novembre, 1999 | Kitt Peak            | Spacewatch    |
| 102875 - | 1999 WB12              | 28 de novembre, 1999 | Kitt Peak            | Spacewatch    |
| 102876 - | 1999 WL12              | 29 de novembre, 1999 | Kitt Peak            | Spacewatch    |
| 102877 - | 1999 WV13              | 28 de novembre, 1999 | Kitt Peak            | Spacewatch    |
| 102878 - | 1999 WZ14              | 29 de novembre, 1999 | Kitt Peak            | Spacewatch    |
| 102879 - | 1999 WP15              | 29 de novembre, 1999 | Kitt Peak            | Spacewatch    |
| 102880 - | 1999 WA18              | 30 de novembre, 1999 | Kitt Peak            | Spacewatch    |
| 102881 - | 1999 WE18              | 30 de novembre, 1999 | Kitt Peak            | Spacewatch    |
| 102882 - | 1999 WX19              | 17 de novembre, 1999 | Anderson Mesa        | LONEOS        |
| 102883 - | 1999 WA20              | 16 de novembre, 1999 | Catalina             | CSS           |
| 102884 - | 1999 XQ1               | 2 de desembre, 1999  | Socorro              | LINEAR        |
| 102885 - | 1999 XX1               | 3 de desembre, 1999  | Fountain Hills       | C. W. Juels   |
| 102886 - | 1999 XG4               | 4 de desembre, 1999  | Catalina             | CSS           |
| 102887 - | 1999 XM4               | 4 de desembre, 1999  | Catalina             | CSS           |
| 102888 - | 1999 XV4               | 4 de desembre, 1999  | Catalina             | CSS           |
| 102889 - | 1999 XL5               | 4 de desembre, 1999  | Catalina             | CSS           |
| 102890 - | 1999 XV5               | 4 de desembre, 1999  | Catalina             | CSS           |
| 102891 - | 1999 XK6               | 4 de desembre, 1999  | Catalina             | CSS           |
| 102892 - | 1999 XY6               | 4 de desembre, 1999  | Catalina             | CSS           |
| 102893 - | 1999 XF7               | 4 de desembre, 1999  | Catalina             | CSS           |
| 102894 - | 1999 XV8               | 5 de desembre, 1999  | Socorro              | LINEAR        |
| 102895 - | 1999 XY9               | 5 de desembre, 1999  | Kitt Peak            | Spacewatch    |
| 102896 - | 1999 XD10              | 5 de desembre, 1999  | Kitt Peak            | Spacewatch    |
| 102897 - | 1999 XA11              | 5 de desembre, 1999  | Catalina             | CSS           |
| 102898 - | 1999 XD11              | 5 de desembre, 1999  | Catalina             | CSS           |
| 102899 - | 1999 XN11              | 5 de desembre, 1999  | Catalina             | CSS           |
| 102900 - | 1999 XX12              | 5 de desembre, 1999  | Socorro              | LINEAR        |